# Сидар (округ, Айова)
Си́дар (англ. Cedar County) — округ в США, штате Айова. На 2000 год численность населения составляла 18 187 человек. По оценке бюро переписи населения США в 2009 году население округа составляло 18 006 человек. Окружным центром является город Типтон.

## История
Округ Сидар был сформирован 21 декабря 1837 года.

## География
Согласно данным Бюро переписи населения США площадь округа Сидар составляет 1500 км².

### Основные шоссе
- Федеральная автострада 80
- Шоссе 6
- Шоссе 30
- Автострада 38
- Автострада 130

### Соседние округа
- Джонс (север)
- Клинтон (северо-восток)
- Скотт (юго-восток)
- Маскатин (юг)
- Джонсон (запад)
- Линн (северо-запад)

## Демография
По данным переписи населения 2000 года в округе проживало 18 187 жителей. Среди них 23,6 % составляли дети до 18 лет, 16,2 % люди возрастом более 65 лет. 50,4 % населения составляли женщины.
Национальный состав был следующим: 98,2 % белых, 0,5 % афроамериканцев, 0,2 % представителей коренных народов, 0,4 % азиатов, 1,7 % латиноамериканцев. 0,7 % населения являлись представителями двух или более рас.
Средний доход на душу населения в округе составлял $19200. 7,4 % населения имело доход ниже прожиточного минимума. Средний доход на домохозяйство составлял $55566.
Также 87,7 % взрослого населения имело законченное среднее образование, а 16,3 % имело высшее образование.